# Люблинецкая поселковая община
Люблинецкая поселковая община (укр. Люблинецька селищна громада) — территориальная община в Ковельском районе Волынской области Украины.
Административный центр — посёлок Люблинец.
Население составляет 6363 человека. Площадь — 114 км².
В соответствии с распоряжением Кабинета Министров Украины от 12 июня 2020 года, в состав общины вошла территория Люблинецкого поселкового совета, а также Мощёнского и Старокошаровского сельских советов Ковельского района.

## Населённые пункты
В состав общины входят 1 посёлок и 8 сёл:
- Посёлок Люблинец
  - Долгоносы
  - Калиновка
- Мощёнский старостинский округ:
  - Мощёная
  - Черкасы
- Старокошаровский старостинский округ:
  - Краснодубье
  - Кругель
  - Новые Кошары
  - Старые Кошары